# Négligence spatiale unilatérale
 Mise en garde médicale
La négligence spatiale unilatérale (abrégée NSU, ou héminégligence) est définie comme l'incapacité à « détecter, s'orienter vers, ou répondre à des stimuli porteurs de signification lorsqu'ils sont présentés dans l'hémiespace contralésionnel » (opposé à la lésion).

## Neuroanatomie
Selon la dominance hémisphérique du patient pour l'espace, ce syndrome peut intervenir soit à la suite d'une lésion de l'hémisphère droit (cas le plus courant) soit à la suite d'une lésion de l'hémisphère gauche (négligence du côté droit). Ces derniers cas sont beaucoup plus rares et la négligence souvent décrite comme moins sévère,. Environ 80% des patients subissant une lésion cérébrale droite par AVC souffrent d'une NSU,. À noter également que quelques cas d'héminégligence ipsilésionnelle ont été recensés .
La négligence survient couramment à la suite d'un AVC situé dans la région de l'artère cérébrale moyenne . Si ce syndrome survient lors d'une lésion du cortex du lobe pariétal droit (e.g., lobule pariétal inférieur correspondant aux aires de Brodmann 39 et 40), on parle alors de négligence gauche. Ainsi, dans cette dernière, le patient néglige l'hémi-espace gauche.
Enfin, certaines lésions sous-corticales sont susceptibles de mener à une héminégligence par phénomène de diaschisis.

### Perspective hodologique
Pour la perspective hodologique de l’héminégligence, ce n’est non pas les aires corticales lésées qui importent et expliquent la sémiologie du trouble, mais les lésions concernant les faisceaux de substance blanche reliant les diverses aires corticales impliquées dans le traitement de l’espace. En pratique, il semble qu’une lésion concernant la deuxième branche du fascicule longitudinal supérieur, composé de fibres intra-hémisphériques, corrèle à la persistance d’une négligence chronique ; de même que les lésions calleuses susceptibles d’empêcher la suppléance par l’hémisphère contro-lésionnel,,.

## Symptomatologie
Le patient héminégligent est susceptible de présenter une anosognosie, une négligence corporelle traduite par son toilettage (rasage d’un seul côté du visage par exemple), une anosodiaphorie, une allochirie (le patient répond uniquement aux stimuli présentés sur le côté droit de leur corps comme s’ils étaient du côté opposés, tout en négligeant pourtant les stimuli présentés du côté gauche), une allesthesie (en s’approchant du patient du côté négligé il répond en regardant du côté ipsilésionnel), ou encore une somatoparaphrenie (le patient pense que la partie négligée de son corps appartient à une autre personne). La vision des patients négligents est parfaite puisqu'ils ne présentent ni troubles ophtalmologiques, ni troubles du traitement visuel par les aires corticales postérieures (occipitales). Il existe une double dissociation entre négligence d'un hémiespace (NSU) et amputation d'un hémichamp visuel (hémianopsie latérale homonyme).
Tout se passe comme si le monde, tel qu'il est consciemment perçu par le patient, était réduit à la moitié droite de ce qu'il perçoit. En effet, dans ce que l’on appelle la « négligence représentationelle », l’espace représenté mentalement est négligé et il existe une asymétrie dans l’exploration de cet espace qui ne peut être contournée qu’en demandant une rotation mentale. Toutefois, la capacité à traiter les informations négligées, mais cette fois-ci de manière strictement implicite, resterait préservée : il existerait donc une dissociation entre les capacités sous-tendant le blindsight et celles déficitaires dans l’héminégligence .
Plusieurs études de dissociations neuropsychologiques ont porté sur la NSU. Il existe notamment une dissociation possible entre la négligence corporelle et extracorporelle, entre négligence égocentrée et allocentrée, entre négligence attentionnelle et intentionnelle (concernant les aspects prémoteurs des gestes dirigés vers l’hémiespace controlésionnel), ou encore entre la négligence concernant l’espace péripersonnel, extra-personnel proche et lointain.

## Tests neuropsychologiques
Il existe des batteries d'évaluation de la négligence. L'une d'entre elles est la Batterie d'Évaluation de la Négligence (BEN), composée notamment de plusieurs épreuves papier-crayon. Parmi ces tests, on retrouve des tests classiques comme les cloches (entourer le plus de cloches présentes sur une feuille parmi d'autres items distracteurs) et le barrage de traits (barrer tous les traits présentés une feuille sans items distracteurs). Dans tous les cas, les patients négligent les items cibles présentés dans leur hémiespace gauche.

## Diagnostic différentiel
Lors de l'évaluation clinique du patient, il est important de différencier l'héminégligence de l'hémiparésie ataxique, du syndrome de Gerstmann et du syndrome de Balint (ou plus généralement, de l'atrophie corticale postérieure), du syndrome d'Anton (cécité corticale), de troubles moteurs primaires et somatosensoriels, et de dysfonctionnement vestibulaires.

## Théories explicatives
Il existe plusieurs explications possibles de la NSU :
1. Déficience attentionelle. 
  1. Selon Mesulam, il existe une dominance de l’hémisphère droit pour l’attention spatiale, et celle-ci expliquerait la survenue de l’héminégligence majoritairement après la survenue de lésions droites. Pour cette première théorie attentionnelle, l’hémisphère droit serait en mesure de traiter les deux hémi-espaces tandis que l’hémisphère gauche n’effectuerait des traitements restreints qu’à l’hémisespace droit[24].
  2. Selon Posner l'attention se décompose en trois phases : l’alerte, l’engagement attentionnel, et le désengagement de l’attention. Selon cette théorie, le patient héminégligent souffrirait d’une incapacité de désengagement de l’attention de l’hémiespace droit plutôt que d’une incapacité à engager leur attention vers l’hémiespace gauche. Cette théorie est susceptible d’expliquer le phénomène d’attraction magnétique des yeux du côté de la lésion[25].
2. Déficience représentationnelle. Ce serait la représentation mentale de l’espace qui serait défaillante chez ces patients. Dans une étude de Bisiach et Luzzatti (1978), deux patients qui doivent se remémorer une place connue en Italie négligent systématiquement les détails de l'hémiespace gauche sauf si ceux-ci effectuent une rotation mentale, se représentant dès lors ce qui était auparavant négligé dans l'hémi-espace ipsi-lésionnel. Cette expérience démontre ainsi une dissociation entre les capacités de mémoire et de représentation de l'espace[26] ;
3. Déficience référentielle. Selon cette théorie, l'espace serait représenté en relation avec des coordonnées corporelles (référence égocentrique). Cette référence égocentrée serait superposée à l’axe sagittal chez le sujet sain. Selon cette théorie, la négligence serait une déviation vers la droite de la référence égocentrique, due à la distorsion du système de coordonnées spatiales. Cette déviation pourrait s’observer sur demande d’un pointage droit devant soi. Seulement, il existe une dissociation entre capacité de référence égocentrée et négligence spatiale ; en effet, la perturbation de cette référence n’est pas systématique chez les patients négligents. Pour la théorie référentielle allocentrée, le patient héminégligent néglige un hémiespace de chacun des objets qu’il observe[19].

## Articles fondamentaux
- J-M Beis, C Frenay, JM André, AM Datié et A Baumgarten, « Occultation oculaire et négligence spatiale unilatérale : Intérêt en rééducation », Annales de réadaptation et de médecine physique, Elsevier Masson, vol. 39, no 8,‎ 1996, p. 527-533 (résumé)
- M Chevignard, « Évaluation de la négligence spatiale unilatérale chez l'enfant et des troubles des fonctions exécutives dans la vie quotidienne chez l'adulte après lésion cérébrale acquise », Thèse de doctorat, université de Paris VI,‎ 2006 (résumé)
- JP Cochin, D Hannequin, P Auzou, D Fosil, E Dreano, B Mihout et P Augustin, « Latences saccadiques et négligence spatiale unilatérale par lésion pariétale », Revue neurologique, no 152(1),‎ 1996, p. 32-37 (résumé)
- S Chokron, P Bartolomeo et E Sieroff, « La négligence spatiale unilatérale: trente ans de recherches, de découvertes, d’espoirs et (surtout) de questions », Revue neurologique, no 164,‎ 2008, S134-S142 (résumé)
- S Chokron et P Bartolomeo, « Réduire expérimentalement la négligence spatiale unilatérale: revue de la littérature et implications théoriques », Revue de neuropsychologie, vol. 9(2-3),‎ 1999, p. 129-165 (résumé)
- G Gainotti, « Les manifestations de négligence et d'inattention pour l'hémispace », Cortex, vol. 4(1),‎ 1968, p. 64-91 (résumé)
- S Jacquin-Courtois, « Influence de la négligence spatiale unilatérale sur le contrôle intentionnel de l'action : Analyse cinématique 3D de mouvements de préhension », Thèse de Doctorat,‎ 2002
- S Lacour, S Jacquin et Y Rosetti, « Liens entre représentations spatiales et représentations numériques : Apport de la négligence spatiale unilatérale et de la plasticité visuomotrice », Vision, espace et cognition: fonctionnement normal et pathologique,‎ 2004, p. 61-72
- A Laurent-Vannier, P Pradat-Diehl, M Chevignard et G Abada, « Négligence spatiale unilatérale et motrice chez l'enfant », Revue neurologique, vol. 157(4),‎ 2001, p. 414-422 (résumé)
- Y Rossetti, G Rode, L Pisella et D Boisson, « Plasticité senso-motrice et récupération fonctionnelle : Les effets thérapeutiques de l'adaptation prismatique sur la négligence spatiale unilatérale », INSERM, INSERM,‎ 1999 (ipubli.inserm.fr)
- (en) M Rousseaux, J-M Beis, P Pradat-Diehl, Y Martin, P Bartolomeo, T Bernati et P Azouvi, « Presenting a battery for assessing spatial neglect : Norms & effects of age, educational level, sex and laterality », Revue neurologique, vol. 157,‎ 2001, p. 1385-1400 (lire en ligne)